# John Henry Foley
John Henry Foley (Dublino, 1818 – Londra, 1874) è stato uno scultore irlandese.

## Biografia
Scultore neoclassico, la sua opera più importante è l’Asia conservata all'Albert Memorial di Londra.